# 周佩仪
周佩仪，女，香港注册社工。
周佩仪毕业于香港理工大学社会工作专业，曾在香港从事了十多年有关的智障人士服务的工作。2002年移居北京，曾作为中国社会科学院大学文法学院外聘教师，讲授高级社会工作实务课程、担任社会工作专业实习督导，2020年遭解聘。